# 7 Dywizja Piechoty (Imperium Rosyjskie)
7 Dywizja Piechoty (ros. 7-я пехотная дивизия) – dywizja piechoty armii Imperium Rosyjskiego, w tym okresu działań zbrojnych I wojny światowej.

## Charakterystyka
Na początku lat 30. XIX w. dokonano reorganizacji rosyjskiej piechoty. Zmniejszono liczbę dywizji i zmieniono ich numerację. 29 stycznia 1833 9 Dywizja Piechoty stała się 7 Dywizją Piechoty. 

W 1914 wchodziła w skład 5 Korpusu Armijnego. Sztab dywizji stacjonował w Woroneżu. W tym czasie dywizja etatowo posiadała cztery pułki po cztery bataliony oraz brygadę artylerii polowej z 6 bateriami po 8 dział. Doświadczenie zdobyte podczas walk na frontach I wojny światowej  skutkowało zmianami organizacyjnymi. Zimą z 1916 na 1917 rozpoczęto reorganizację dywizji piechoty. Zredukowano liczbę batalionów z 16 do 12 i zmniejszono liczbę dział polowych na mniej aktywnych odcinkach frontu.

## Struktura organizacyjna
Organizacja w 1914
- 1 Brygada Piechoty (Woroneż)
  - 25 Smoleński pułk piechoty (Woroneż)
  - 26 Mohylewski pułk piechoty (Woroneż)
- 2 Brygada Piechoty (Tambow)
  - 27 Witebski pułk piechoty (Tambow)
  - 28 Połocki pułk piechoty (Tambow)
- 7 Brygada Artylerii (Tambow)